# Buprorus loveni
Buprorus loveni is een eenoogkreeftjessoort uit de familie van de Buproridae. De wetenschappelijke naam van de soort is voor het eerst geldig gepubliceerd in 1859 door Thorell.